# Бернарди, Кристин
Кристин Бернарди, Christine Bernardi  (18 мая 1955 г. - 10 марта 2018 г.) - французский математик, известный своими исследованиями по численному анализу уравнений в частных производных.

## Биография
Бернарди родилась в Париже 18 мая 1955 года и в 1974 году поступила в Высшую школу для девочек (École normale superieure de jeunes filles). В 1975 году она получила степень магистра, в 1978 году — диплом доктора наук по численному анализу, а в 1979 году — докторскую степень.В 1986 году её диссертация «Вклад в числовой анализ нелинейных проблем» была написана под руководством Пьера-Арно Равьяра. В 1979 году она стала исследователем CNRS, а в 1992 году - директором по исследованиям. Она работала в CNRS в Лаборатории Жака-Луи Лионса Университета Пьера и Марии Кюри и вышла на пенсию по состоянию здоровья примерно за год до своей смерти.

## Награды и почести
В 1995 году Бернарди стала лауреатом премии Блеза Паскаля, ежегодно присуждаемой Французской академией наук за выдающиеся исследования в области численного анализа молодым исследователям в консультации с Тематической группой по развитию методов численного проектирования общества прикладной и промышленной математики (Groupe thématique pour l'Avancement des Méthodes Numériques de l'Ingénieur Société de Mathématiques Appliquées et Industrielles). Она была первой женщиной, получившей награду с момента его основания в 1985 году, и до победы Валери Перрье в 2003 году, она была единственной женщиной, которая была удостоена этого.
В 2018 году Международная конференция по спектральным методам и методам высокого порядка учредила премию Кристины Бернарди за выдающиеся исследования молодой женщины в области «приближений высокого порядка для решения УЧП».

## Публикации
Approximations spectrales de problèmes aux limites elliptiques [Spectral approximations of elliptic boundary value problems] (with Yvon Maday, Springer, 1992)
Spectral methods for axisymmetric domains (with Monique Dauge and Yvon Maday, North-Holland, 1999)
Discrétisations Variationnelles de problèmes aux limites elptiques [Вариационные дискретизации эллиптических краевых задач] (совместно с Yvon Maday и Francesca Rapetti, Springer, 2004).